# Love Me Tender (песня)
«Love Me Tender» (рус. Люби меня нежно) — американская песня 1956 года, написанная на основе сентиментальной баллады времён Гражданской войны «Аура Ли» (англ. Aura Lee или Aura Lea). Баллада была написана поэтом-песенником В. В. Фосдиком и композитором Джордж Р. Поултоном и издана в 1861 году. Версия записанная Элвисом Пресли и включённая в одноимённый фильм, входит в список «500 величайших песен по версии журнала „Роллинг стоун“».

## История записи
Элвис Пресли записал «Люби меня нежно» 24 августа 1956 года для дебютного кинофильма со своим участием. Продюсер фильма Хэл Уоллис был против участия в работе над записью альбома-саундтрека постоянной группы Элвиса, состоявшей из гитариста Скотти Мура, контрабасиста Билла Блэка и ударника Доминика Фонтана. Это трио временно заменила группа сессионных музыкантов: Жон Додсон (бэк-вокал), Вита Мьюмоло (гитара), Чарльз Прескотт (бас-гитара) и Ред Робинсон (ударные).
Примерно за месяц до выхода фильма на экраны, 9 сентября 1956 года, Элвис Пресли со своим трио исполнил «Люби меня нежно» на шоу Эда Салливана. На следующий день, 10 сентября, компания-издатель певца «Ар-си-эй» получила около миллиона предварительных заказов на грампластинку с этой песней. Вследствие такой популярности, кинокомпания «20th Century Fox», первоначально планировавшая назвать кинофильм «Братья Рено», решила назвать его «Люби меня нежно».
В ближайшие 13 лет, Пресли продолжил свою кинокарьеру, выпуская к каждой киноленте, в которой принимал участие, альбом-саундтрек с одноимённым названиям кинофильма.
По некоторым причинам, авторами песни значатся Элвис Пресли и Вера Матсон, хотя оригинал текста песни написан Кеном Дэрби, супругом Веры Матсон. Кен Дэрби также аранжировал мелодию «Аура Ли», которая находится сегодня в общественном достоянии. По утверждению биографа Питера Гуральника, Элвис Пресли не писал собственных песен, исполняя исключительно песни других авторов.
Принцип работы при записи «Люби меня нежно» в целом не отличался от работы над другими песнями Элвиса Пресли, выпущенных на «Ар-си-эй». Певец был лидером в студии, несмотря на то, что не был задействован в проекте в качестве продюсера. Он мог регулярно изменять манеру исполнения и текст песни, из-за чего оригинал с каждым разом становился едва распознаваемым. Этот факт может оправдывать его соавторство. Даже на концертах певец изменял строчки из песни. Так, на одном из концертов в Лас-Вегасе, вместо слов «Ты сделала мою жизнь полной» (англ. You have made my life complete), Элвис Пресли поёт «Ты превратила мою жизнь в бардак» (англ. You have made my life a mess!)) или "Ты сделала мою жизнь жалкой" (англ. You have made my life wretched").
Хотя Кен Дерби известен работой над многими голливудскими фильмами, начиная с «Волшебника страны Оз» 1939 года, его сотрудничество с Элвисом Пресли в фильме «Люби меня нежно» было единственным. Дерби является автором и трёх других песен из кинофильма: «Парень-бедняк», «Позволь мне» и «Мы собираемся двинуть». Однако, Пресли не понравилась ни одна из этих песен, кроме заглавной мелодии.
Кен Дерби был удостоен трёх премий «Оскар» в номинации «лучшая музыка» к таким картинам, как «Король и я», «Камелот», «Порги и Бесс». За последний фильм он был также удостоен почётной премии «Грэмми».

## Популярность песни
3 ноября 1956 года сингл с песней «Люби меня нежно» возглавил музыкальный хит-парад США и оставался на вершине пять недель, повторив успех предыдущего сингла музыканта «Hound Dog» / «Don't Be Cruel», также достигшего 1 позиции в хит-парадах. В Великобритании сингл занял более скромную 11-ю строчку

## Другие записи
В 1968 году, Элвис Пресли записал «Violet (Flower of N.Y.U.)» для саундтрека к фильму «Неприятности с девушками». В песне были использованы мотивы «Люби меня нежно». Также известны две концертные версии, которые были выпущены на альбомах «Эн-би-си спэшел» в 1968 году и «Элвис, как он был записан в Мэдисон-сквер-гарден» в 1972 году.

## Записи других исполнителей
- Инструментальная версия «Люби меня нежно» записанная Генри Рене и его своим оркестром для фильма, вышла на Ар-си-эй через несколько недель после пластинки Элвиса Пресли[5].
- Джордж Ричард Чемберлен выпустил сингл «Love Me Tender» / «All I Do Is Dream of You», ставший хитом в 1962 году.
- The Beatles исполнили песню «Love Me Tender» на одном из своих концертов прежде, чем заключили контракт с И-эм-ай в 1962 году.
- The Lettermen записали песню для альбома Jim, Tony, and Bob.
- Кавер-версия 1967 года в исполнении Перси Следж, вошедшая в «Top 40» достигла позиции 40 в американском хит-параде «Поп-чарт «Биллборд»» и позиции 35 в хит-параде R&B.
- Кавер-версия Мика Ронсона, записавшего песню для альбома 1974 года Slaughter On 10th Avenue.
- Мерл Хаггард для альбома 1977 года My Farewell to Elvis.
- Линда Ронстадт, записавшая песню для альбома 1978 года Living in the USA, ставшего хитом.
- Фрэнк Синатра записал песню для альбома 1980 года Trilogy: Past Present Future.
- Певица Эми Грант записала песню для саундтрека к фильму 1992 года «Медовый месяц в Лас-Вегасе». Певица также исполняет эту песню на концертах.
- Версия Норы Джонс в сотрудничестве с Адамом Леви для фильма 2004 года «Как стать принцессой».
- Кантри-певец Кенни Роджерс записал песню в 1996 году.
- Скэтмен Джон записал песни, ставшей стороной «Б» его сингла 1996 года Su Su Su Super Kirei.
- Кавер-версия песни в исполнении Джин Саммерс была включена в её двойной альбом Рок-н-ролл джук-бокса, выпущенный И-эм-ай во Франции в 1988 году. Песня была также выпущена на 50-м ежегодном компакт-диске с записями певицы Reminisce Cafe в 2008 году.
- Тони Беннетт исполнил эту песню.
- Кавер-версия испанской группы Mocedades.
- Хью Лори исполнил шоу в репризе для «Шоу Фрая и Лори».
- Дэвид Арчулета исполнил эту песню. Его версия вошла в «топ 40» и была использована в седьмом сезоне популярного телешоу «Американский идол».
- Вилли Нельсон записал версию песни для фильма «Месть Толстяка, или Толстяк III».
- В 2007 году российский певец Муслим Магомаев записал интерпретацию знаменитой баллады, которая вошла в один из его последних альбомов[6].